# Satoshi Arai

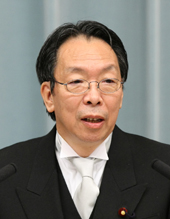
Satoshi Arai

Satoshi Arai (jap. 荒井 聰 Arai Satoshi; * 27. Mai 1946 in Hokkaidō) ist ein ehemaliger japanischer Politiker, zuletzt der Konstitutionell-Demokratischen Partei (KDP). Er war mit zwei Unterbrechungen zwischen 1993 und 2021 Abgeordneter im Shūgiin, dem Unterhaus der Kokkai, und von 2009 bis 2010 Minister in den Kabinetten Hatoyama und Kan.
Arai wurde nach seinem Studium an der Universität Tokio Beamter im Landwirtschaftsministerium. 1980 war er während seiner vorübergehenden Entsendung ins Außenministerium in der japanischen Botschaft in Sri Lanka tätig. 1993 beendete er seine Beamtenlaufbahn, trat der Neuen Japan-Partei bei und wurde bei der Shūgiin-Wahl 1993 im damaligen 1. Wahlkreis Hokkaidō (6 Mandate), dem Wahlkreis von Nobutaka Machimura, erstmals Abgeordneter im nationalen Parlament. Er gehörte danach der Neuen Partei Sakigake, der Demokratischen Partei und ab 2016 der Demokratischen Fortschrittspartei an. Nach der Wahlrechtsreform trat Arai 1996 im neuen Einzelwahlkreis Hokkaidō 3 für eine Wiederwahl an und unterlag Gaku Ishizaki (LDP). 2000 kehrte Arai ins Shūgiin zurück, seinen Wahlkreis konnte er danach 2003 erneut gewinnen, 2005 wurde er nur über den Verhältniswahlblock Hokkaidō wiedergewählt.
Für die Demokratische Partei, in der er sich der Kan-Gruppe anschloss, gehörte Arai zwei Schattenkabinetten an, 2003 als Schattenstaatssekretär, 2006 als „nächster Umweltminister“. 2007 legte er sein Abgeordnetenmandat nieder, um bei der Gouverneurswahl in Hokkaidō gegen die Amtsinhaberin Harumi Takahashi anzutreten, die von den damals auf nationaler Ebene regierenden Parteien LDP und Kōmeitō unterstützt wurde. Arai, der im Wahlkampf von Demokraten, Sozialdemokraten und Neuer Partei Daichi getragen wurde, erhielt weniger als eine Million Stimmen und unterlag deutlich.
Bei der Shūgiin-Wahl 2009 gewann Arai seinen Wahlkreis zurück und wurde im Oktober 2009 Sonderberater von Premierminister Yukio Hatoyama für „Nationale Strategie“ (kokka senryaku). Nach Hatoyamas Rücktritt im Juni 2010 berief dessen Nachfolger Naoto Kan Arai als Staatsminister für „Nationale Strategie“, Wirtschafts- und Finanzpolitik, Verbraucher und Lebensmittelsicherheit in sein Kabinett.
Kurz nach Amtsantritt wurden aus der Opposition Rücktrittsforderungen gegen Arai laut, da er ein Wohnhaus eines Bekannten als Hauptbüro seiner Wahlkampforganisation registriert und dafür rund zehn Millionen Yen als Büroausgaben in seinem politischen Spendenbericht 2007 verbucht hatte. Insgesamt hatte er über 40 Millionen Yen (ca. 360.000 Euro) über einen Zeitraum von sechs Jahren als Ausgaben für das Büro geltend gemacht. Arai gab an, das Haus sei hauptsächlich zum Empfang von Post verwendet worden, die verbuchten Ausgaben seien normale Büroausgaben und an den Bekannten sei keine Miete geflossen. Arai bat die Partei um eine Untersuchung seiner Spendenberichte; diese behauptet, es habe sich um normale Büroausgaben gehandelt. Arai blieb bis zu einer Kabinettsumbildung im September 2010 Minister. Von 2010 bis 2012 war er Vorsitzender des Kabinettsausschusses im Shūgiin, dann Vorsitzender des Katastrophenschutzausschusses.
Bei der Shūgiin-Wahl 2012 verlor Arai seinen Wahlkreis mit mehr als 20.000 Stimmen Rückstand an einen liberaldemokratischen Newcomer, den ehemaligen Präfekturparlamentsabgeordneten Hirohisa Takagi, konnte aber eines der beiden Verhältniswahlmandate der Demokraten in Hokkaidō gewinnen. Anschließend übernahm er bis 2013 den Vorsitz im Shūgiin-Sonderausschuss für Okinawa und die „Nördlichen Territorien“, den er bereits von 2004 bis 2005 geführt hatte. Bei der Wahl 2014 verkürzte Arai den Rückstand auf Takagi auf rund 7.000 Stimmen und gewann erneut einen der beiden demokratischen Verhältniswahlsitze in Hokkaidō. Für die Wahl 2017 schloss sich Arai der Konstitutionell-Demokratischen Partei an und gewann den Wahlkreis 3 mit rund 23.000 Stimmen/neun Prozentpunkten Vorsprung auf Takagi – deutlich genug, dass Takagi auch einen LDP-Verhältniswahlsitz verpasste.
Zur Shūgiin-Wahl 2021 zog sich Arai aus der Politik zurück. Den 3. Wahlkreis Hokkaidō sollte für die KDP sein Sohn Yutaka übernehmen, der aber um knapp zwei Prozentpunkte Hirohisa Takagi unterlag, mit dieser knappen Niederlage aber einen Verhältniswahlsitz in Hokkaidō gewann.